# Team Coop-Repsol (vrouwenwielerploeg)

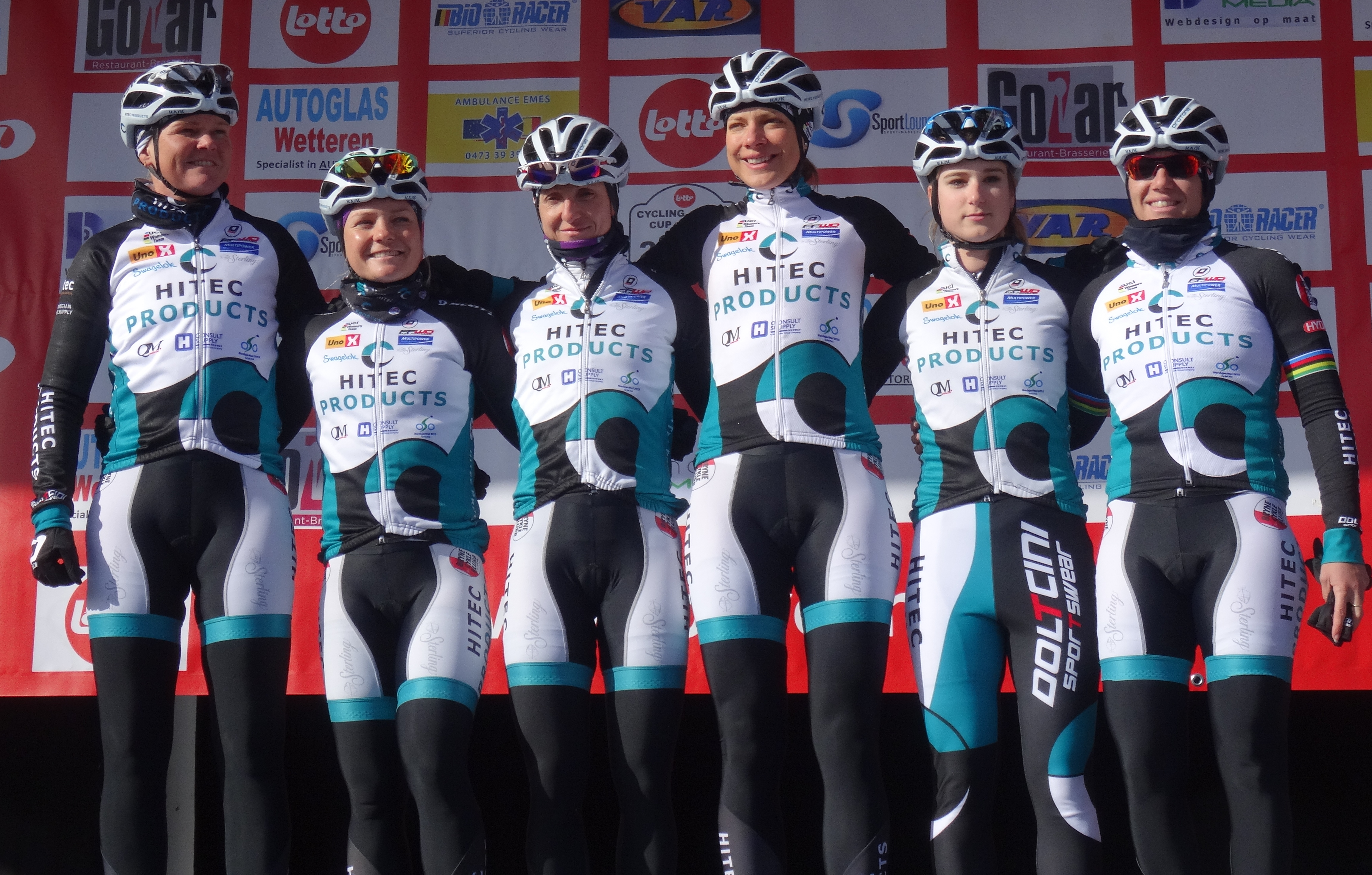
Hitec Products in 2015

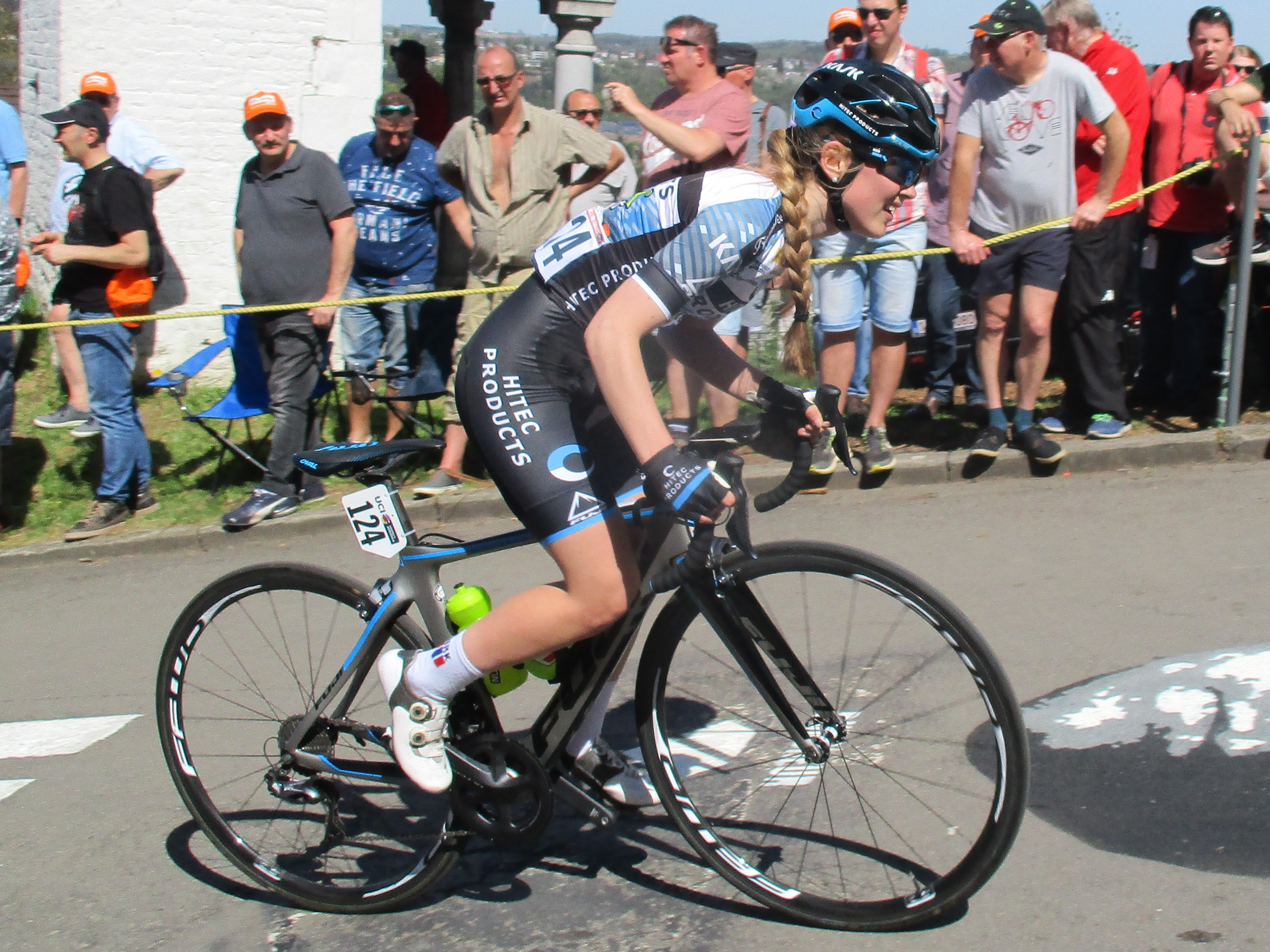
Ingvild Gåskjenn in 2018

Team Coop-Repsol is een internationale wielerploeg voor vrouwen, die sinds 2009 deel uitmaakt van het peloton. Het team bestaat voornamelijk uit Noorse rensters en heeft daardoor een Noorse licentie. De eerste twaalf jaar was het team vernoemd naar hoofdsponsor Hitec Products, een Noorse firma gevestigd in Stavanger. In 2021 werd Coop eerste naamgever met van 2021-2023 Hitec nog als tweede en vanaf 2024 Repsol als tweede naamgever.
Bij Hitec Products reden o.a. de Belgische Shana Van Glabeke en de Nederlandse Kirsten Wild, Eyelien Bekkering, Janneke Ensing, Daniëlle Bekkering, Ilona Hoeksma en Nina Kessler. Bekende buitenlandse rensters bij het team waren: de Zweedse Emma Johansson, de Zuid-Afrikaanse Ashleigh Moolman, de Deense Trine Schmidt, de Française Audrey Cordon-Ragot, de Australiërs Lauren Kitchen, Rachel Neylan en Tiffany Cromwell, de Duitsers Lisa Brennauer en Charlotte Becker, de Italianen Elisa Longo Borghini, Simona Frapporti, Rossella Ratto en oud-wereldkampioene Tatiana Guderzo en de Noren Cecilie Gotaas Johnsen, Miriam Bjørnsrud, Emilie Moberg en Tone Hatteland Lima (de vrouw van ploegeigenaar Karl Lima); zij reed vanaf de oprichting negen jaar lang bij de ploeg.
Oud-wereldkampioene Tatiana Guderzo stapte in 2017 over naar Lensworld-Kuota, maar na het stoppen van deze ploeg, keerde ze in 2018 terug bij Hitec. In 2018 maakte het team bekend in financiële problemen te verkeren, door afgenomen sponsorinkomsten en gestegen kosten voor o.a. de UCI-licentie en reiskosten. Vanwege de hoge reiskosten moest het team afzeggen voor de Giro Rosa en om toch deel te kunnen nemen, stopte Guderzo in juni alsnog bij de ploeg.

## Overwinningen

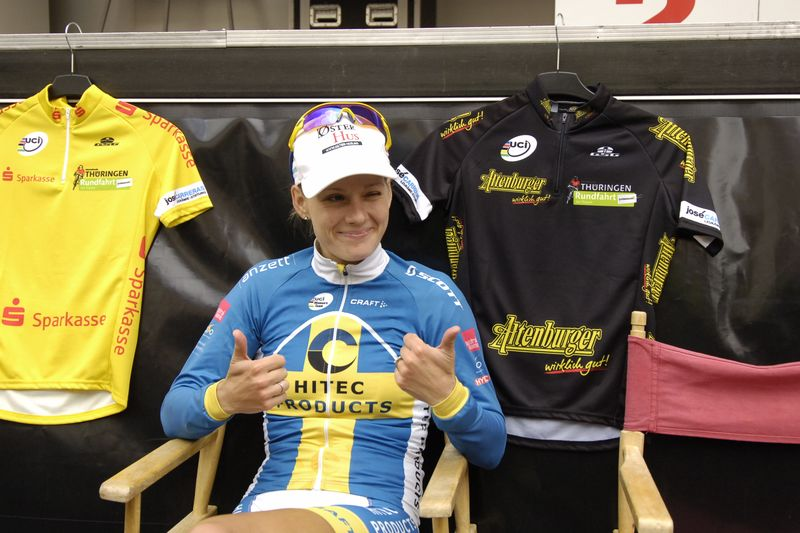
Emma Johansson in 2011

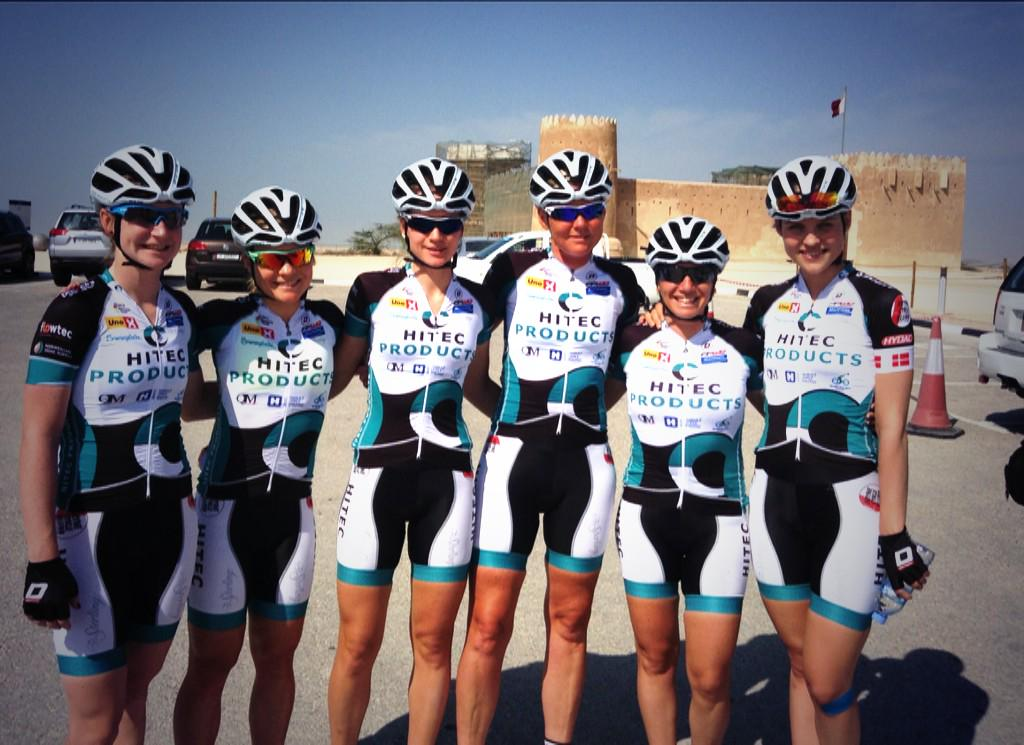
Ronde van Qatar 2015

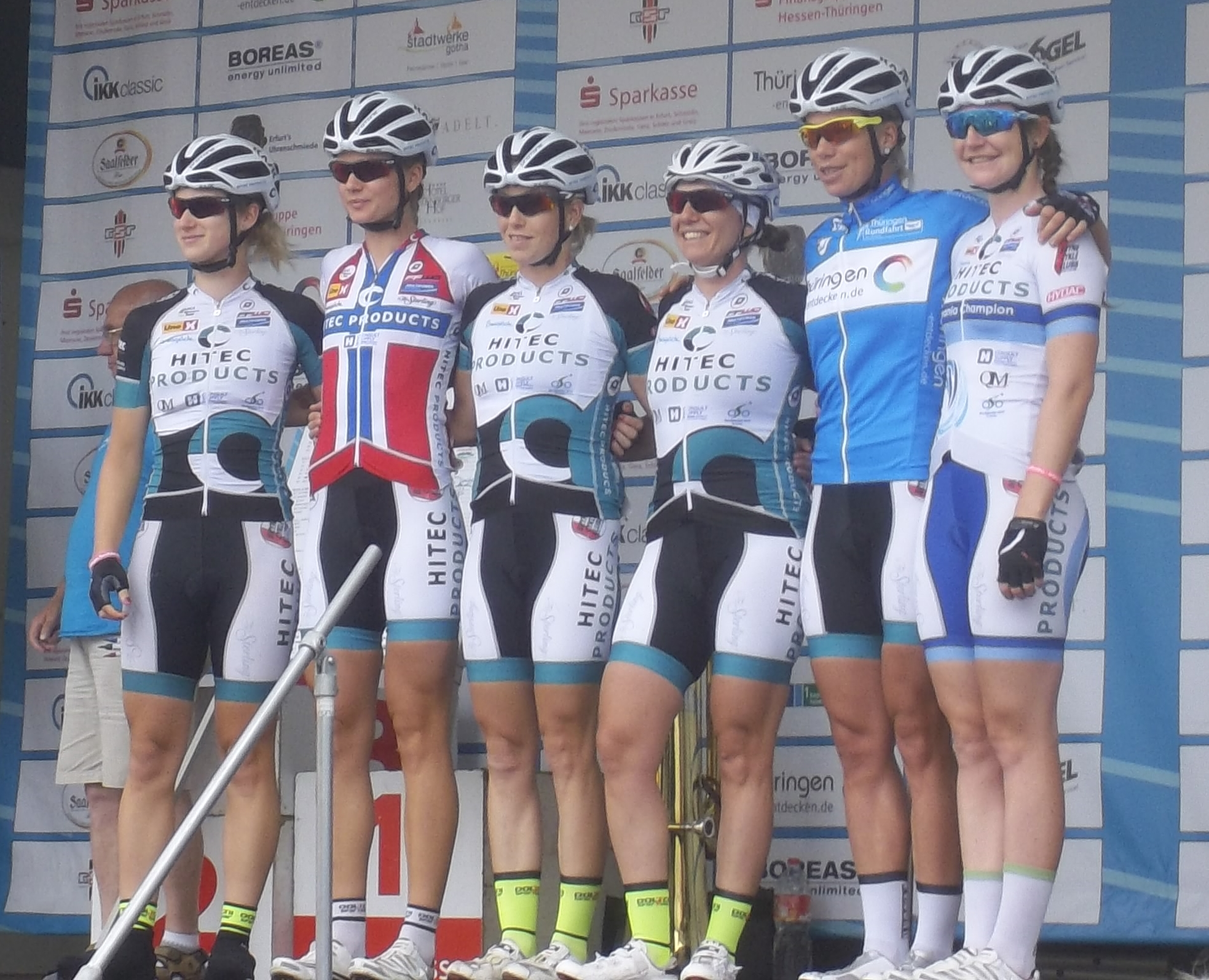
Thüringen Rundfahrt 2015

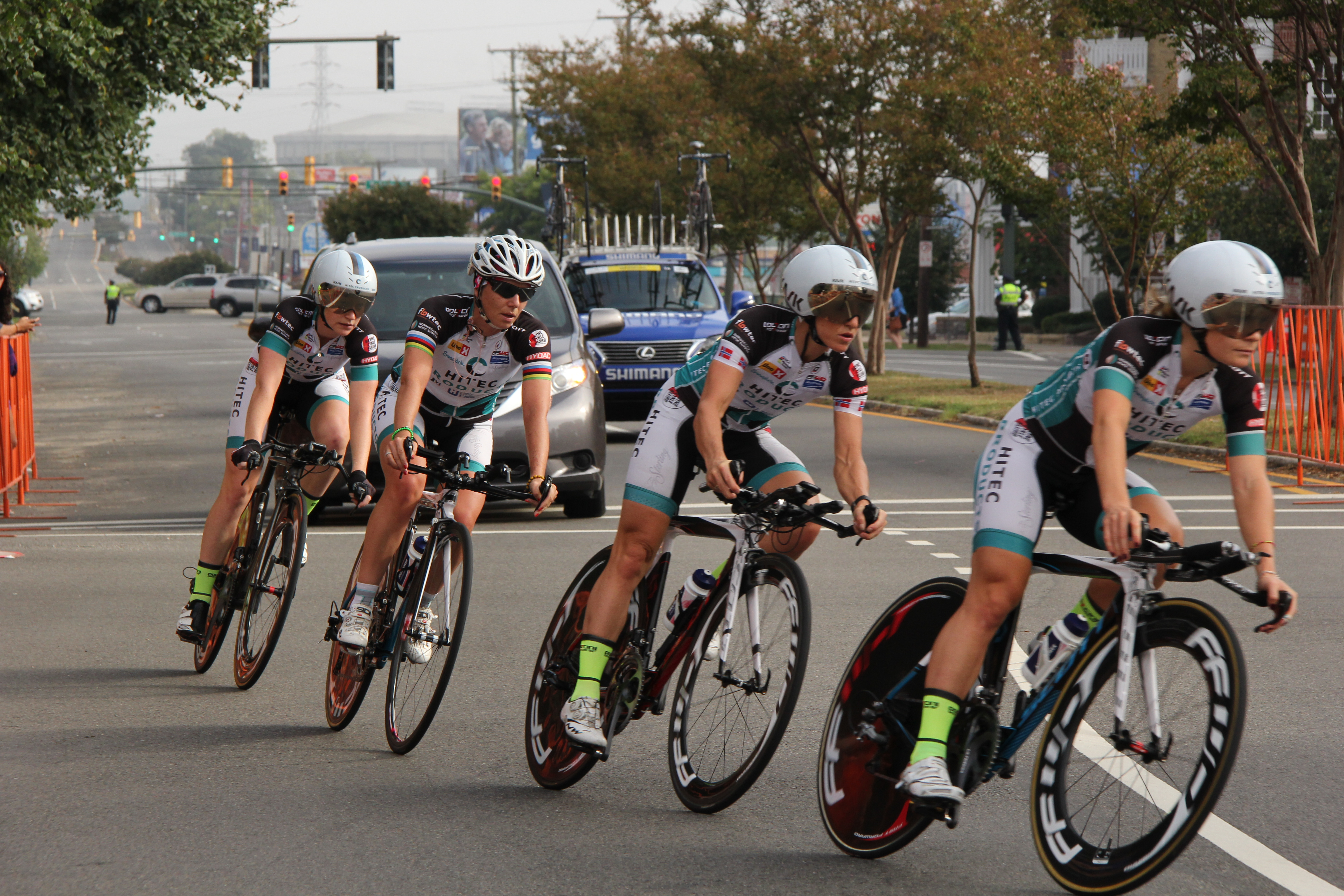
WK ploegentijdrit 2015

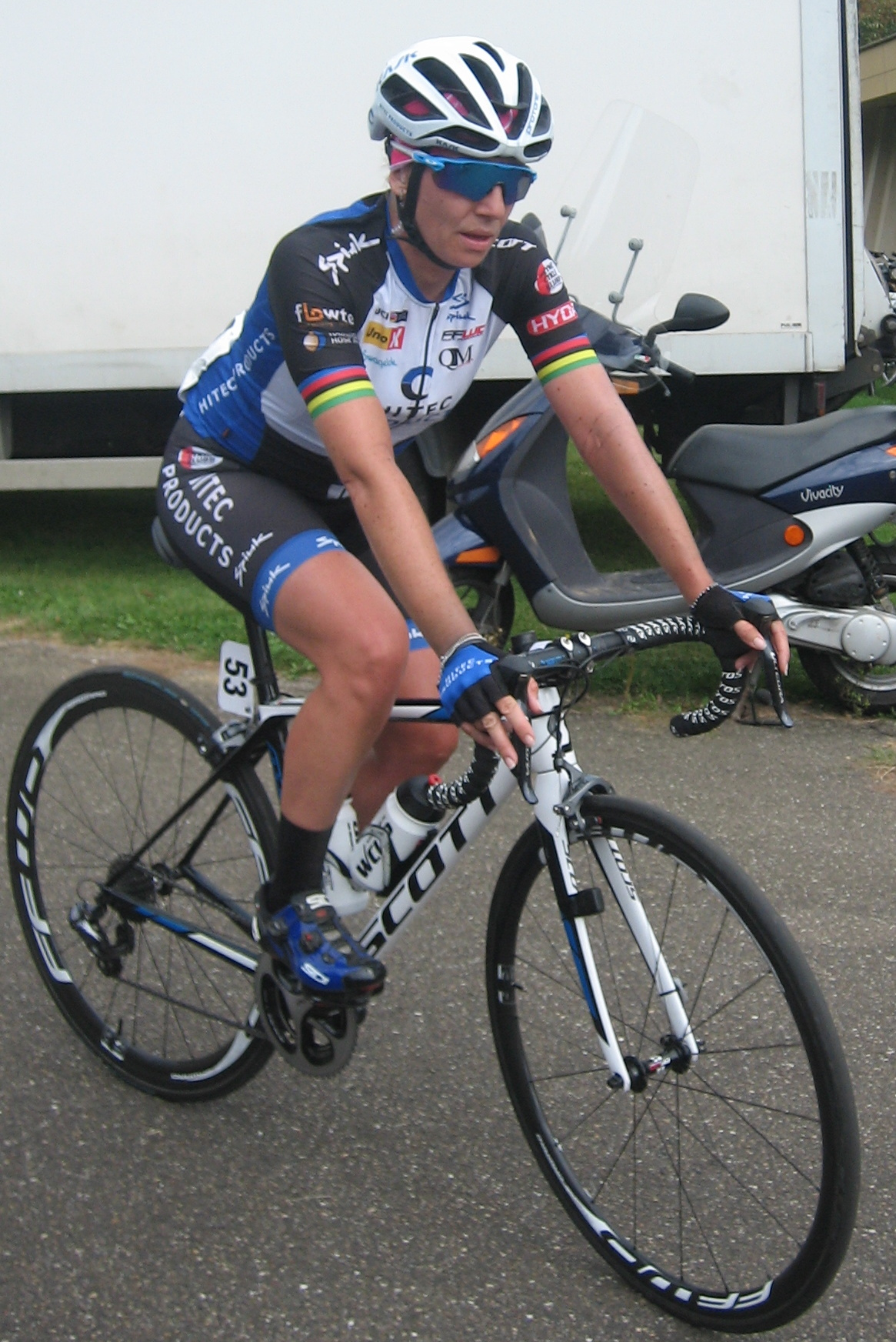
Tatiana Guderzo in 2016

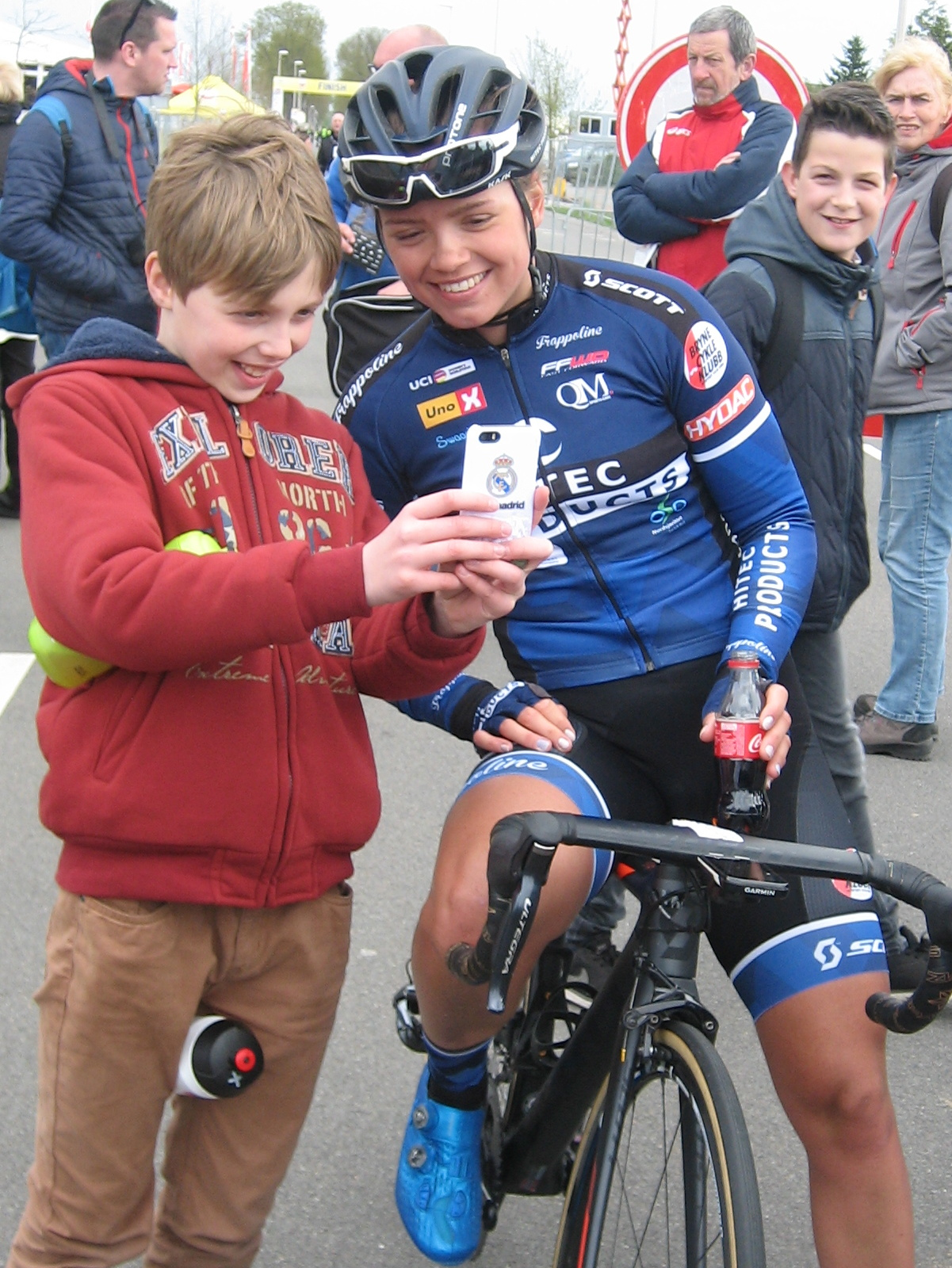
Andersen en jonge fans in 2017

2011
Omloop het Nieuwsblad: Emma Johansson
Omloop van het Hageland: Emma Johansson
Cholet-Pays de Loire: Emma Johansson
Grand Prix de Dottignies: Emma Johansson
4e etappe Emakumeen Bira: Emma Johansson
3e etappe Giro del Trentino: Emma Johansson
3e etappe Thüringen Rundfahrt: Emma Johansson
+ Eindklassement: Emma Johansson
5e etappe Trophée d'Or: Emilie Moberg
+ 6e etappe: Emma Johansson
2e etappe Tour de l'Ardèche: Emilie Moberg
2012
1e etappe Tour of Zhoushan Island: Emilie Moberg
+ Eindklassement: Emilie Moberg
3e etappe Tour de Free State: Emma Johansson
+ Eindklassement: Emma Johansson
9e etappe Giro Rosa: Emma Johansson
5e etappe Thüringen Rundfahrt: Elisa Longo Borghini
2013
1e etappe Ronde van Qatar: Chloe Hosking
Trofeo Alfredo Binda: Elisa Longo Borghini
2e etappe Ronde van Zhoushan: Cecilie Gotaas Johnsen
+ 3e etappe: Cecilie Gotaas Johnsen
4e etappe Emakumeen Bira: Elisa Longo Borghini
5e etappe Boels Rental Ladies Tour: Chloe Hosking
2014
Omloop van Borsele: Chloe Hosking
Proloog Tour de Bretagne: Elisa Longo Borghini
+ 3e etappe: Elisa Longo Borghini
+ 4e etappe, Audrey Cordon
+ Eindklassement: Elisa Longo Borghini
+ Puntenklassement: Audrey Cordon
+ Bergklassement: Elisa Longo Borghini
+ Ploegenklassement: (Cordon, Hatteland, Longo Borghini, Olsson, Thorsen)
5e etappe Route de France: Audrey Cordon
4e etappeTrophée d'Or: Elisa Longo Borghini
+ Eindklassement: Elisa Longo Borghini
3e etappe Lotto Belisol Belgium Tour: Chloe Hosking
2015
Novilon Eurocup: Kirsten Wild
2e etappe Ronde van Thailand: Lauren Kitchen
3e etappe Energiewacht Tour: Kirsten Wild
Ronde van Gelderland: Kirsten Wild
Omloop van Borsele: Kirsten Wild
Ronde van Overijssel: Lauren Kitchen
1e en 2e etappe en eindklassement Ronde van Chongming: Kirsten Wild
+ 2e etappe: Kirsten Wild
+ Eindklassement: Kirsten Wild
+ Puntenklassement: Kirsten Wild
1e etappe Ronde van Zhoushan: Tatiana Guderzo
+ 2e etappe: Lauren Kitchen
+ Eindklassement: Lauren Kitchen
+ Puntenklassement: Lauren Kitchen
+ Ploegenklassement: (Becker, Guderzo, Hatteland, Kitchen, Thorsen)
GP de Gatineau: Kirsten Wild
Omloop van de IJsseldelta: Kirsten Wild
2e etappe Tour de Feminin: Emilie Moberg
+ 4e etappe: Emilie Moberg
4e etappe Tour de Bretagne: Kirsten Wild
2016
1e etappe Ronde van Qatar: Kirsten Wild
4e etappe deel A Energiewacht Tour: Kirsten Wild
+ 5e etappe: Kirsten Wild
Ronde van Yorkshire: Kirsten Wild
1e etappe deel A (ITT) NEA: Vita Heine
+ 2e etappe: Vita Heine
+ Eindklassement: Vita Heine
4e etappe Ronde van Californië: Kirsten Wild
3e etappe Ronde van Albstadt: Susanne Andersen
Prudential Ride London: Kirsten Wild
KZN Summer Series race 1: Vita Heine
+ race 2: Vita Heine
94.7 Cycle Classic: Charlotte Becker
2017
5e etappe Healthy Ageing Tour: Emilie Moberg
1e etappe Ronde van Zhoushan: Emilie Moberg
+ 2e etappe: Charlotte Becker
+ 3e etappe: Emilie Moberg
+ Eindklassement: Charlotte Becker
+ Puntenklassement: Emilie Moberg
+ Ploegenklassement: (Becker, Frapporti, Hatteland, Hoeksma, Kessler, Moberg)
Flanders Diamond Tour: Nina Kessler
2018
2e etappe Ronde van Chongming: Charlotte Becker
+ Eindklassement: Charlotte Becker
2e etappe Ronde van Zhoushan: Charlotte Becker
+ Ploegenklassement: (Becker, Frapporti, Kessler, Møllebro, Solvang)
2019
3e etappe Ronde van Uppsala: Vita Heine
3e etappe Thüringen Rundfahrt: Vita Heine
Omloop van de IJsseldelta: Marta Tagliaferro
1e etappe Tour de Feminin: Marta Tagliaferro
+ 3e etappe deel A (ITT): Vita Heine
+ Eindklassement: Vita Heine
+ Ploegenklassement: (Bjerk, Gåskjenn, Heine, Lutro, Tagliaferro)
Chrono Champenois: Vita Heine
2020
1e etappe Ronde van Dubai: Lucy Van der Haar
+ Eindklassement: Lucy Van der Haar
+ Puntenklassment: Lucy Van der Haar
+ Ploegenklassement: (Gåskjenn, Lorvik, Lutro, Richioud, Tagliaferro, Van der Haar)
2022
1e etappe Ronde van Uppsala: Mari Hole Mohr
2024
Ronde van Estland: Eline van Rooijen
1e etappe (ITT) Ronde van Polen: Stina Kagevi
4e etappe Ronde van Portugal: India Grangier
+ 5e etappe (ITT): Stina Kagevi
+ Eindklassement: India Grangier
+ Bergklassement: India Grangier
+ Ploegenklassement: (Dale, Grangier, Haugset, Jørgensen, Kagevi, Lind)
2025
Omloop der Kempen: April Tacey
5e etappe Ronde van Portugal: India Grangier
+ Ploegenklassement: (Dale, Grangier, Haugset, Jørgensen, Kagevi, Lind, Söderqvist)

## Kampioenschappen

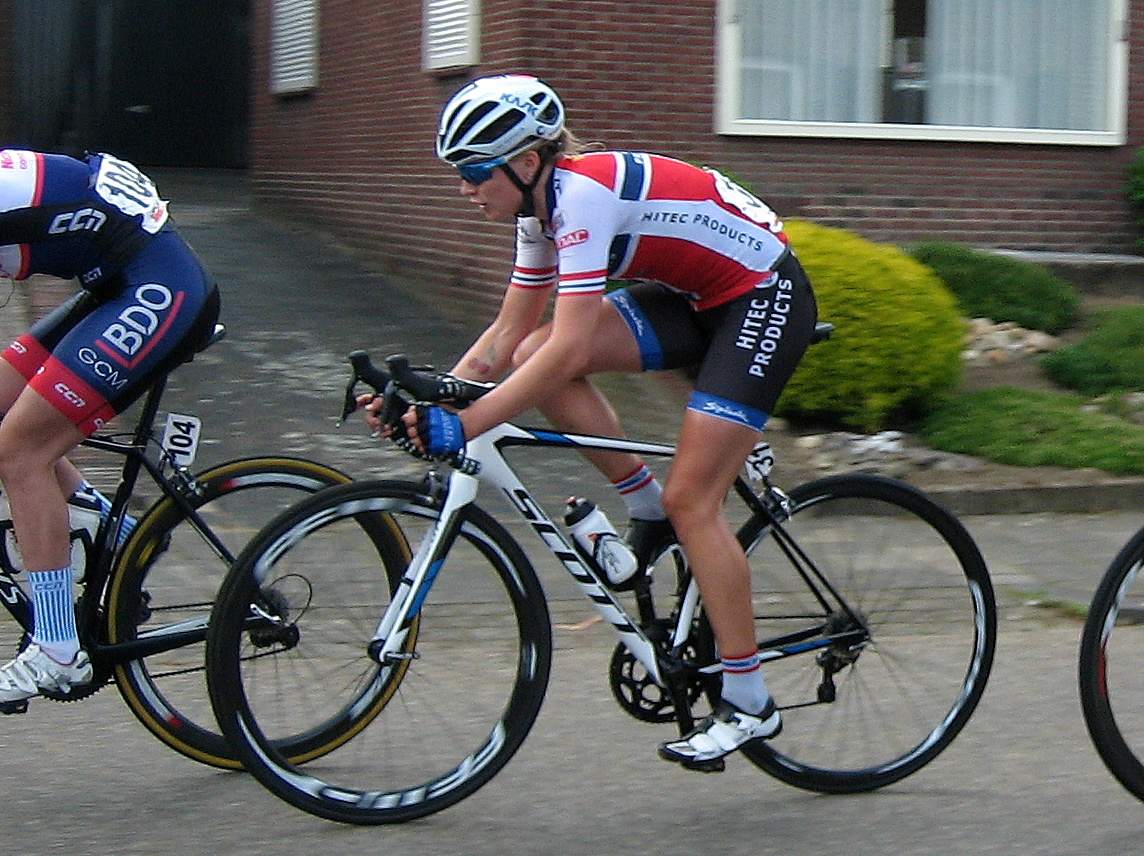
Noors kampioene Bjørnsrud in 2016

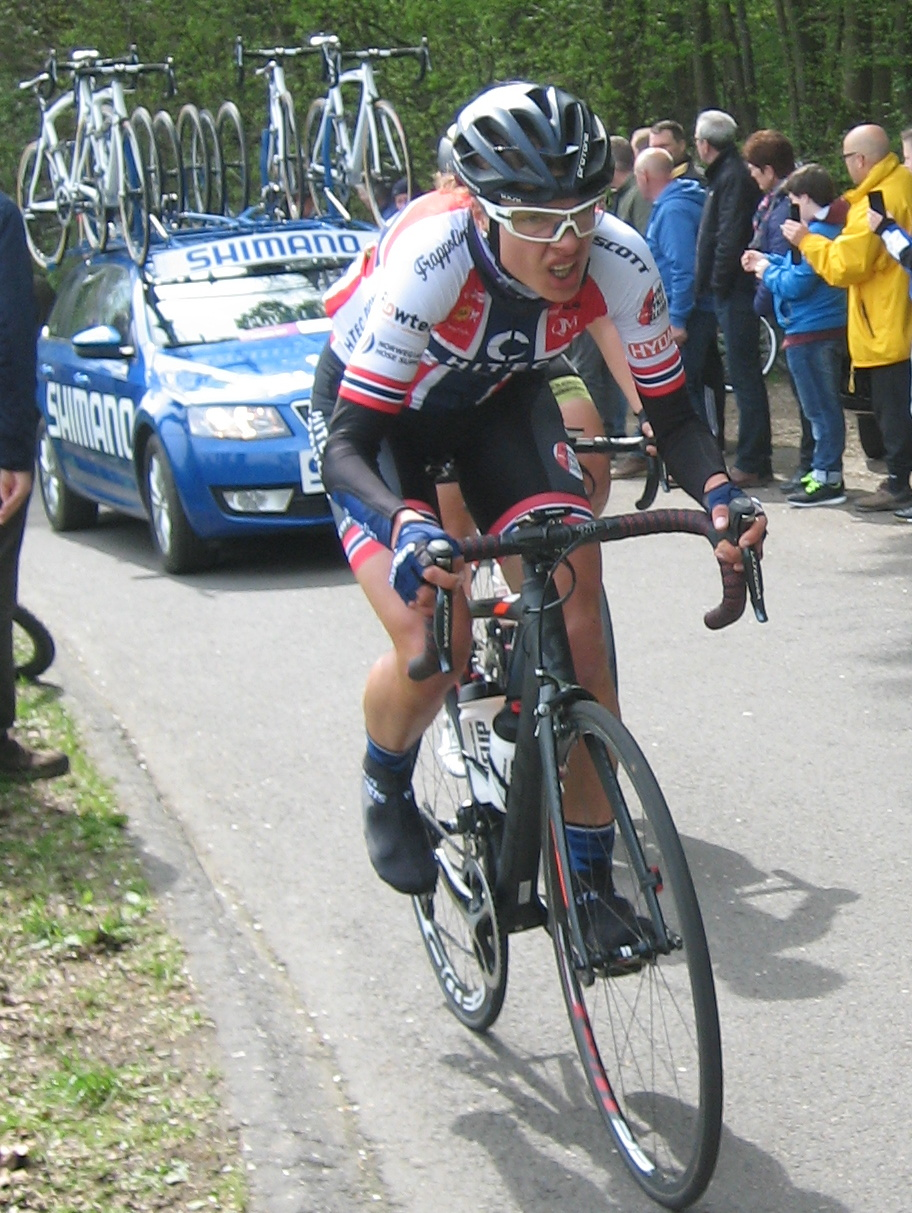
Noors kampioene Heine in 2017

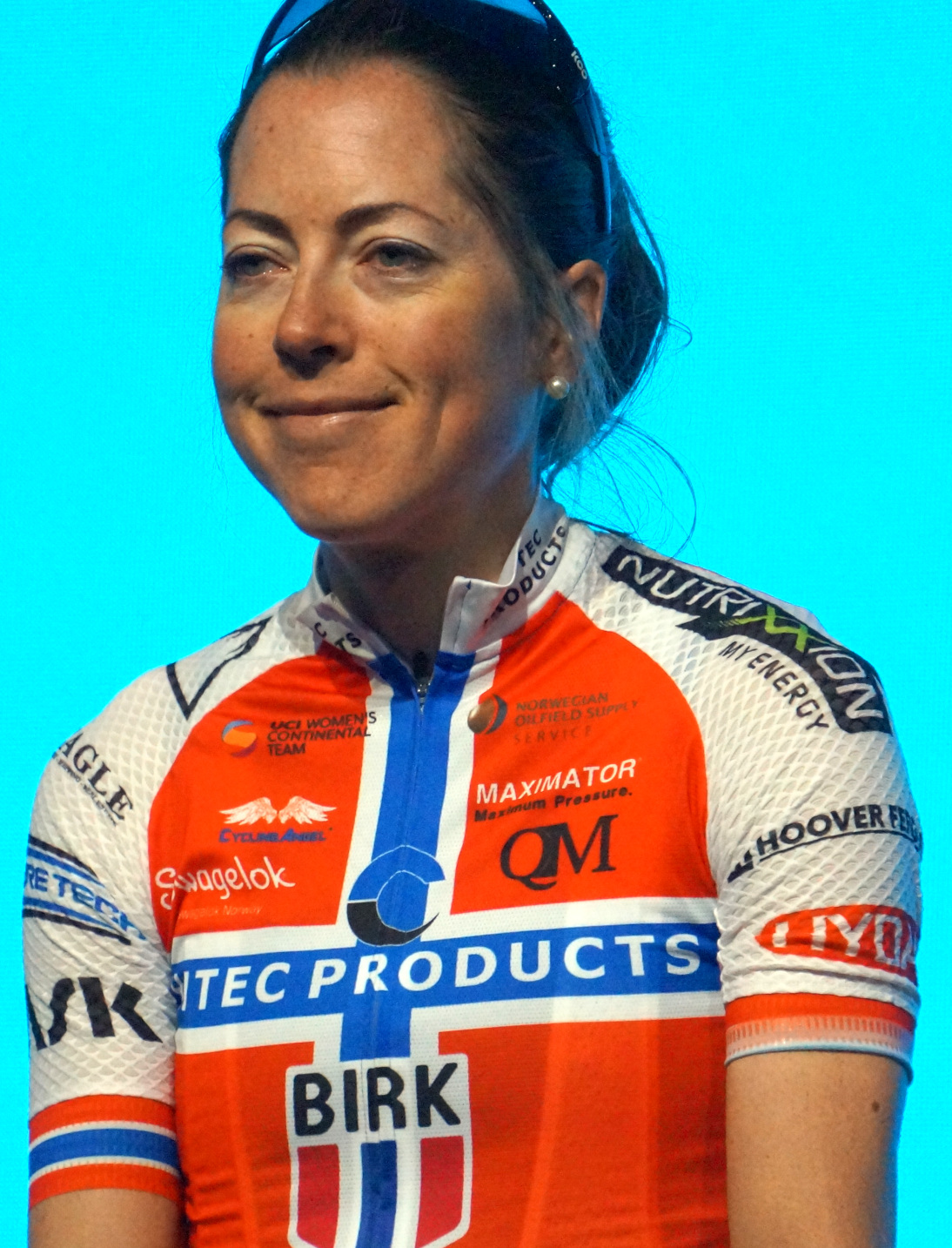
Noors kampioene Lorvik in 2020

2010
 Noors kampioen op de weg: Lise Nøstvold
2011
 Noors kampioen op de weg: Frøydis Meen Waersted
 Zweeds kampioen op de weg: Emma Johansson
2012
 Noors kampioen tijdrijden: Lise Nøstvold
 Noors kampioen op de weg: Hildegunn Gjertrud Hovdenak
 Zweeds kampioen tijdrijden: Emma Johansson
 Zweeds kampioen op de weg: Emma Johansson
2013
 Noors kampioen op de weg: Cecilie Gotaas Johnsen
 Zweeds kampioen op de weg: Emilia Fahlin
2014
 Zuid-Afrikaans kampioen op de weg: Ashleigh Moolman
 Zuid-Afrikaans kampioen tijdrijden: Ashleigh Moolman
 Deens kampioen tijdrijden: Julie Norman Leth
 Italiaans kampioen tijdrijden: Elisa Longo Borghini
2015
 Oceanisch kampioen op de weg: Lauren Kitchen
 Noors kampioen op de weg: Miriam Bjørnsrud
 Noors kampioen tijdrijden: Cecilie Gotaas Johnsen
2016
 Noors kampioen op de weg: Vita Heine
 Noors kampioen op de weg, beloften: Susanne Andersen
 Noors kampioen tijdrijden: Vita Heine
 Noors kampioen tijdrijden, beloften:  Susanne Andersen
2017
 Noors kampioen op de weg: Vita Heine
 Noors kampioen tijdrijden: Vita Heine
2018
 Noors kampioen op de weg: Vita Heine
 Noors kampioen tijdrijden: Line Marie Gulliksen
2019
 Noors kampioen op de weg: Ingrid Lorvik
 Noors kampioen tijdrijden: Vita Heine
2022
 Noors kampioen tijdrijden: Ane Iversen
2023
 Zweeds kampioen tijdrijden: Jenny Rissveds
2024
 Noors kampioen op de weg, beloften: Magdalene Lind
2025
 Estisch kampioen tijdrijden: Laura Lizette Sander
 Estisch kampioen op de weg, beloften: Laura Lizette Sander
 Zweeds kampioen tijdrijden: Stina Kagevi
Bergseth · Ferrier-Bruneau · Gjertrud Hovdenak · Hatteland Lima · Johansson · Kapusta-Szydlak · Longo Borghini · Moberg · Mustonen · Nøstvold · Sateroy Johansen · Thorsen · Voreland · Waerstad
Bjørnsrud · Fahlin · Gotaas Johnsen · Hatteland Lima · Hosking · Leth · Longo Borghini · Minge · Moberg · Neylan · Nøstvold · Olsson · Ratto · Thorsen
Bjørnsrud · Cordon · Gotaas Johnsen · Hatteland Lima · Heine · Hosking · Kitchen · Leth · Longo Borghini · Minge · Moberg · Moolman · Olsson · Thorsen
Becker · Bjørnsrud · Gotaas Johnsen · Guderzo · Gunvaldsen · Hatteland Lima · Heine · Kitchen · Leth · Lorvik · Moberg · Thorsen · Van Glabeke · Wild
Andersen · Becker · Bjørnsrud · Frapporti · Gotaas Johnsen · Guderzo · Gunvaldsen · Hatteland Lima · Heine · Kitchen · Leth · Lorvik · Moberg · Thorsen · Wild
Aalerud · Andersen · Becker · Bjørnsrud · Frapporti · Gaskjenn · Gotaas Johnsen · Hatteland Lima · Heine · Hoeksma · Kessler · Moberg · Thorsen
Andersen · Becker · Frapporti · Gaskjenn · Guderzo · Gulliksen · Heine · Kessler · Lorvik · Moe · Møllebro · Solvang · Thorsen
Feldmann · G. Garner · L. Garner · Gåskjenn · Heine · Lorvik · Lutro · Solvang · Stougje · Tagliaferro · Uneken
Feldmann · Gåskjenn · van der Haar · Heine · Kröger · Lorvik · Lutro · Mathisen · Midtsveen · Richioud · Solvang · Tagliaferro
Andersson · Boogaard · Feldmann · Gåskjenn · Iversen · Kröger · Lutro · Mathisen · Mohr · Nelson · Olsen · Riffel · Tveit · Ysland
Andersson · Boogaard · Dale · Feldmann · Gåskjenn · Iversen · Jørgensen · Mohr · Nelson · Olsen · Riffel · Roberts · Soland · Steigenga · Swinkels · Tveit · Ytterhus Haugset
Boogaard · Dale · Danford · Grangier · Iversen · Jonker · Jounier (vanaf 18/4) · Jørgensen · Lind (vanaf 1/4) · Mohr · Nelson · Rissveds (vanaf 1/6) · Roberts · Soland (tot 28/2) · Swinkels · Tveit · Ytterhus Haugset
Dale · Grangier · Greenwood · Jørgensen · Kagevi · Lind · Mohr · Rånes Bye · van Rooijen · Tacey · Tuisk · Ytterhus Haugset